# Carnas
Ne doit pas être confondu avec Carna ou Camas.
Carnas [kaʁnas] est une commune française située dans le sud du département du Gard, en région Occitanie.
Exposée à un climat méditerranéen, elle est drainée par le Brestalou, le ruisseau du Quinquillan et par divers autres petits cours d'eau. La commune possède un patrimoine naturel remarquable composé de deux zones naturelles d'intérêt écologique, faunistique et floristique.
Carnas est une commune rurale qui compte 540 habitants en 2022, après avoir connu une forte hausse de la population depuis 1975. Elle fait partie de l'aire d'attraction de Montpellier. Ses habitants sont appelés les Carnassois et Carnassoises.

## Géographie

### Localisation
Carnas est située à la limite du Gard et de l'Hérault, à une trentaine de kilomètres au nord-nord-est de Montpellier, entre les villages de Sommières et de Quissac, chef-lieu du canton.
|                                     | Brouzet-lès-Quissac | Sardan                       |
| Vacquières (Hérault)                | Carnas              | Gailhan, Saint-Clément       |
| Saint-Bauzille-de-Montmel (Hérault) | Galargues (Hérault) | Garrigues (Hérault), Aspères |

### Hydrographie et relief
Le village est enfoncé dans les terres et les collines calcaires typiques du paysage méditerranéen : végétation basse formée principalement de pins d'alep, chênes kermès, buis.

### Climat
Pour des articles plus généraux, voir Climat de l'Occitanie et Climat du Gard.
En 2010, le climat de la commune est de type climat méditerranéen franc, selon une étude s'appuyant sur une série de données couvrant la période 1971-2000. En 2020, Météo-France publie une typologie des climats de la France métropolitaine dans laquelle la commune est exposée à un climat méditerranéen et est dans la région climatique Provence, Languedoc-Roussillon, caractérisée par une pluviométrie faible en été, un très bon ensoleillement (2 600 h/an), un été chaud (21,5 °C), un air très sec en été, sec en toutes saisons, des vents forts (fréquence de 40 à 50 % de vents > 5 m/s) et peu de brouillards.
Pour la période 1971-2000, la température annuelle moyenne est de 14 °C, avec une amplitude thermique annuelle de 17,3 °C. Le cumul annuel moyen de précipitations est de 856 mm, avec 6,4 jours de précipitations en janvier et 3,1 jours en juillet. Pour la période 1991-2020, la température moyenne annuelle observée sur la station météorologique la plus proche, située sur la commune de Vic-le-Fesq à 9 km à vol d'oiseau, est de 14,2 °C et le cumul annuel moyen de précipitations est de 844,7 mm,. Pour l'avenir, les paramètres climatiques de la commune estimés pour 2050 selon différents scénarios d'émission de gaz à effet de serre sont consultables sur un site dédié publié par Météo-France en novembre 2022.

### Milieux naturels et biodiversité
L’inventaire des zones naturelles d'intérêt écologique, faunistique et floristique (ZNIEFF) a pour objectif de réaliser une couverture des zones les plus intéressantes sur le plan écologique, essentiellement dans la perspective d’améliorer la connaissance du patrimoine naturel national et de fournir aux différents décideurs un outil d’aide à la prise en compte de l’environnement dans l’aménagement du territoire.
Une ZNIEFF de type 1 est recensée sur la commune :
l'« aven du Mounmaou » (280 ha), couvrant 3 communes dont 1 dans le Gard et 2 dans l'Hérault et une ZNIEFF de type 2, : 
les « plaines et garrigues du Nord Montpelliérais » (13 097 ha), couvrant 25 communes dont 6 dans le Gard et 19 dans l'Hérault.

Carte des ZNIEFF de type 1 et 2 à Carnas.
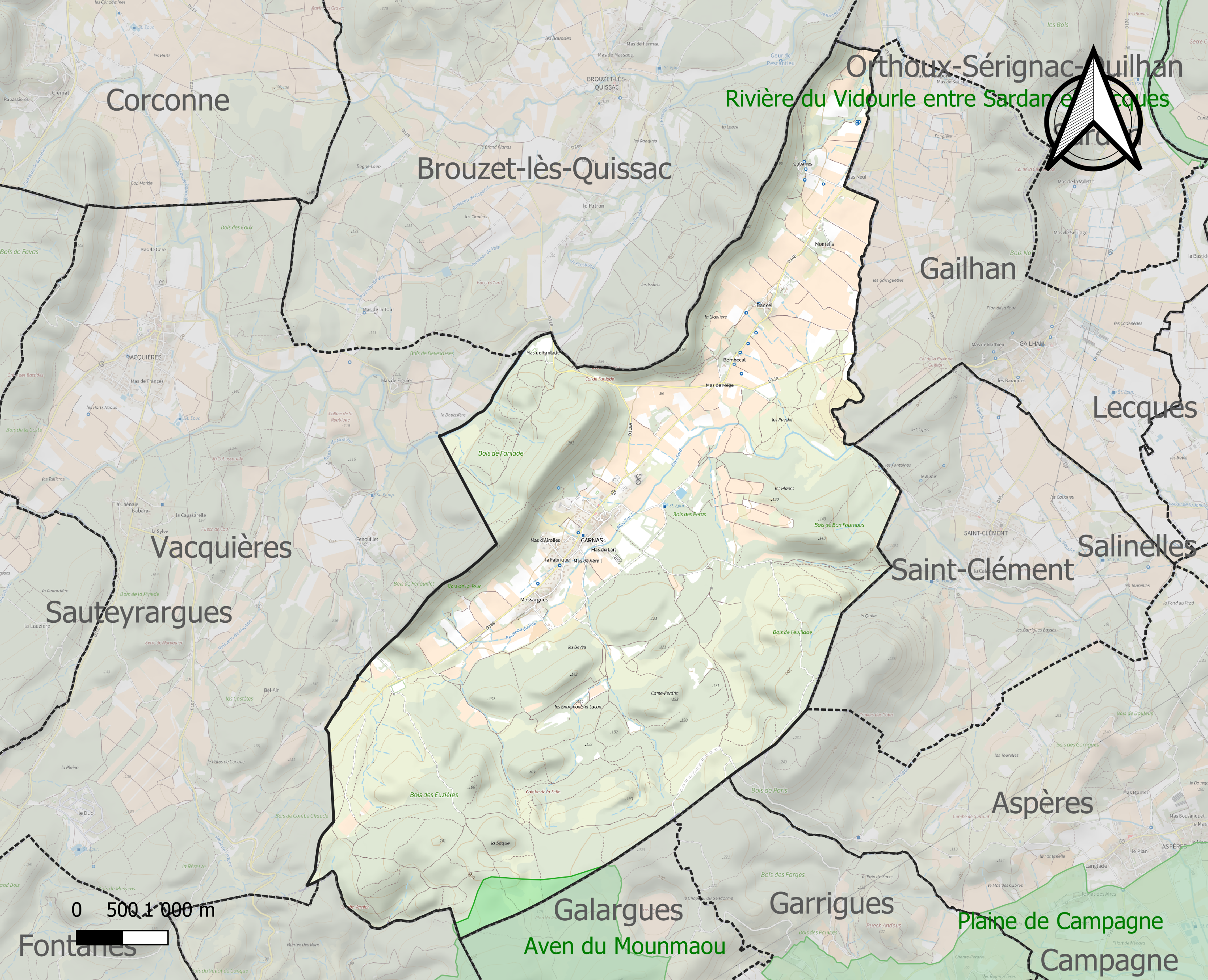
Carte de la ZNIEFF de type 1 sur la commune.
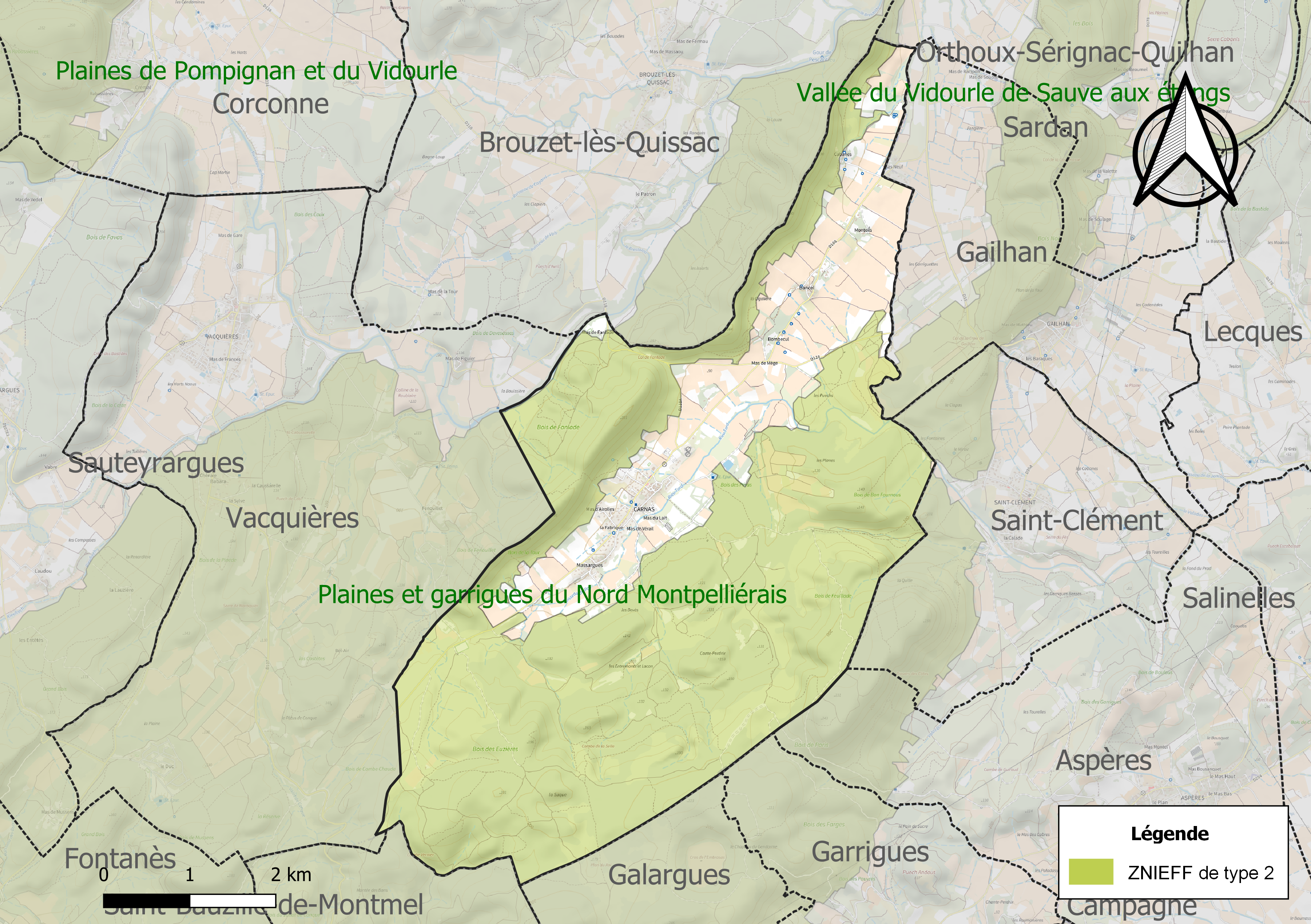
Carte de la ZNIEFF de type 2 sur la commune.

## Urbanisme

### Typologie
Au 1er janvier 2024, Carnas est catégorisée commune rurale à habitat dispersé, selon la nouvelle grille communale de densité à sept niveaux définie par l'Insee en 2022.
Elle est située hors unité urbaine. Par ailleurs la commune fait partie de l'aire d'attraction de Montpellier, dont elle est une commune de la couronne,. Cette aire, qui regroupe 161 communes, est catégorisée dans les aires de 700 000 habitants ou plus (hors Paris),.

### Occupation des sols
L'occupation des sols de la commune, telle qu'elle ressort de la base de données européenne d’occupation biophysique des sols Corine Land Cover (CLC), est marquée par l'importance des forêts et milieux semi-naturels (70,2 % en 2018), en diminution par rapport à 1990 (71,9 %). La répartition détaillée en 2018 est la suivante : 
forêts (66,5 %), cultures permanentes (22,5 %), zones agricoles hétérogènes (5,6 %), milieux à végétation arbustive et/ou herbacée (3,7 %), zones urbanisées (1,7 %). L'évolution de l’occupation des sols de la commune et de ses infrastructures peut être observée sur les différentes représentations cartographiques du territoire : la carte de Cassini (XVIIIe siècle), la carte d'état-major (1820-1866) et les cartes ou photos aériennes de l'IGN pour la période actuelle (1950 à aujourd'hui).

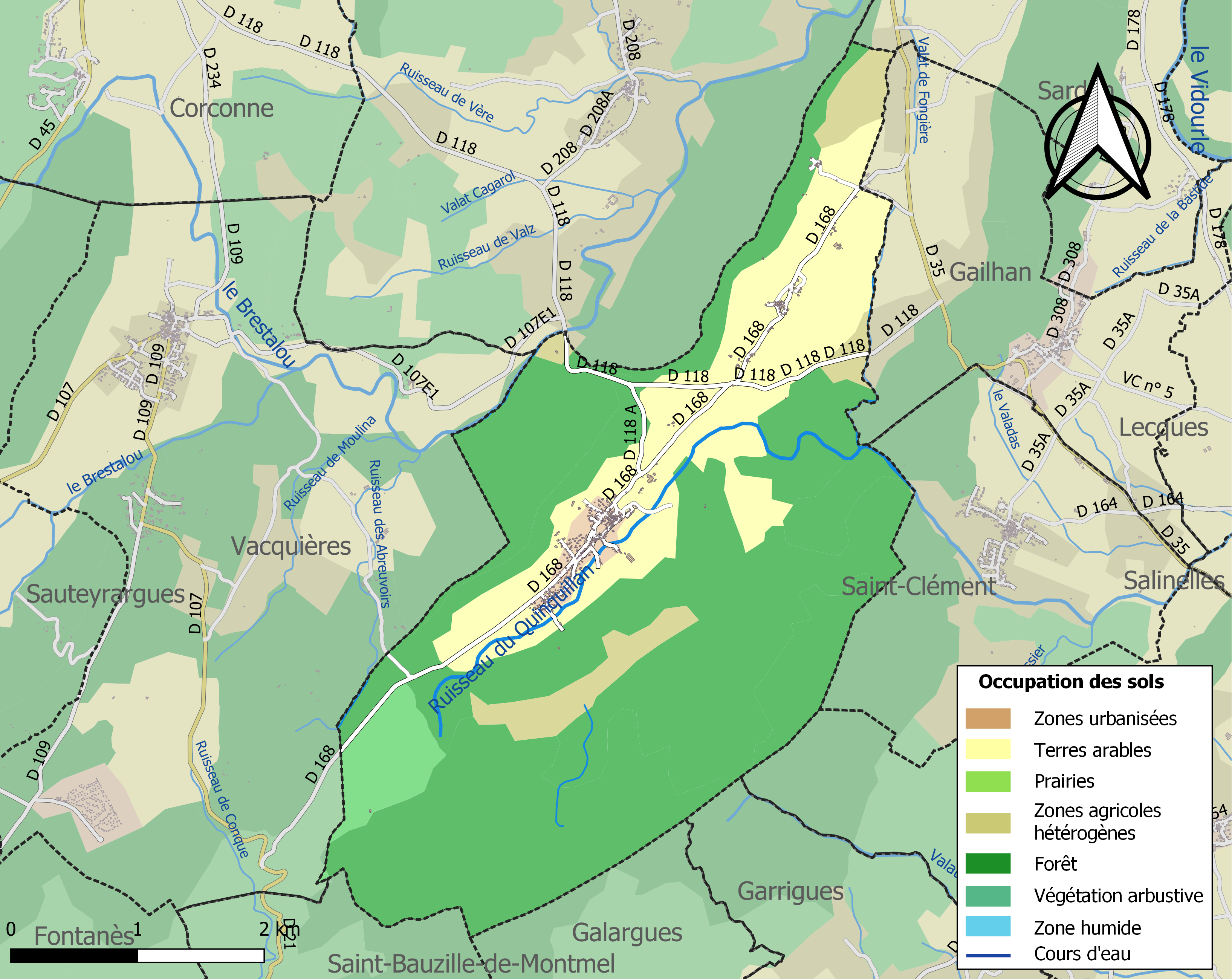
Carte des infrastructures et de l'occupation des sols de la commune en 2018 (CLC).

### Risques majeurs
Le territoire de la commune de Carnas est vulnérable à différents aléas naturels : météorologiques (tempête, orage, neige, grand froid, canicule ou sécheresse), inondations, feux de forêts et séisme (sismicité faible). Un site publié par le BRGM permet d'évaluer simplement et rapidement les risques d'un bien localisé soit par son adresse soit par le numéro de sa parcelle.
Certaines parties du territoire communal sont susceptibles d’être affectées par le risque d’inondation par débordement de cours d'eau, notamment le Brestalou et le ruisseau du Quinquillan. La commune a été reconnue en état de catastrophe naturelle au titre des dommages causés par les inondations et coulées de boue survenues en 1982, 1992, 1993, 1994, 2002, 2014 et 2021,.

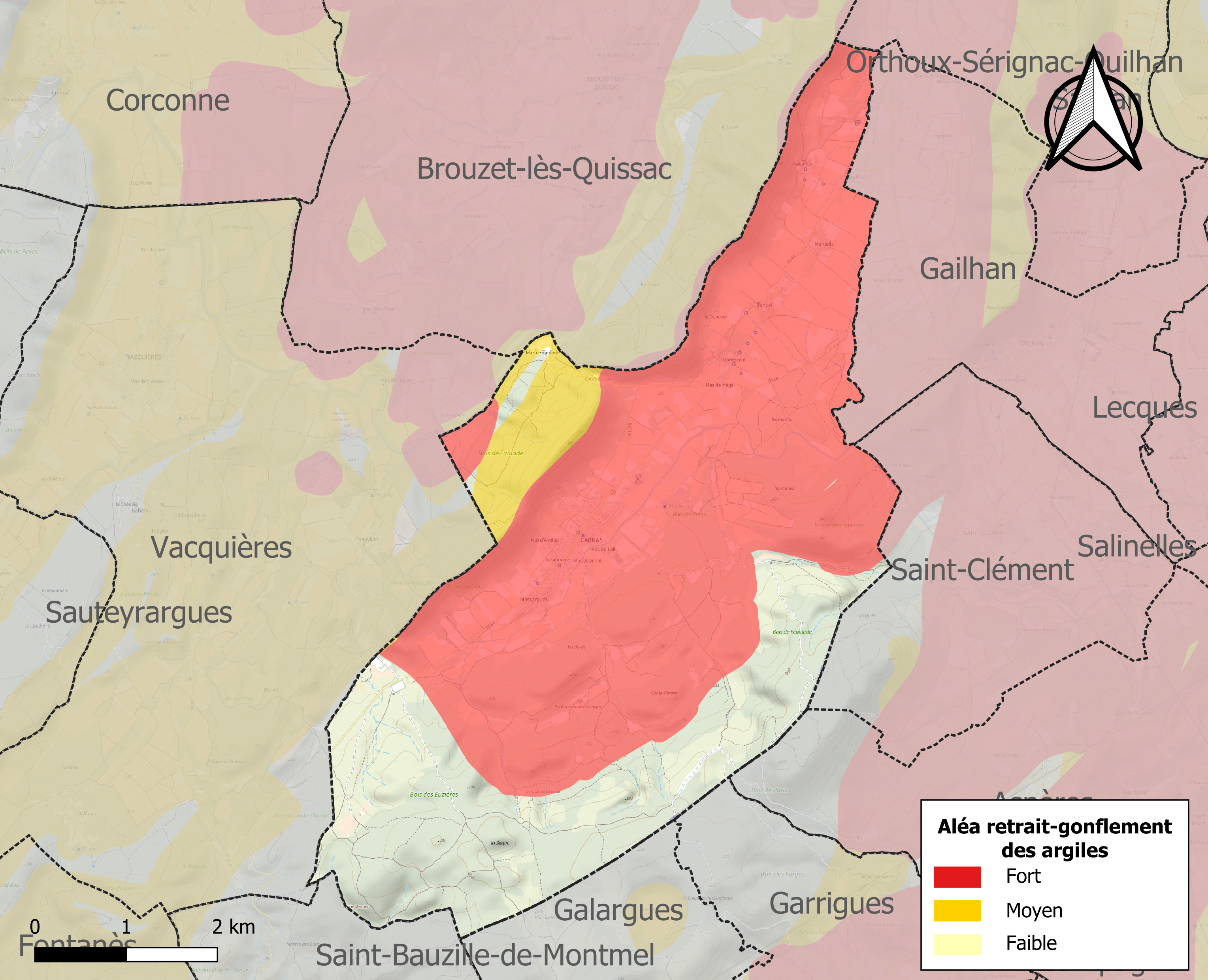
Carte des zones d'aléa retrait-gonflement des sols argileux de Carnas.

Le retrait-gonflement des sols argileux est susceptible d'engendrer des dommages importants aux bâtiments en cas d’alternance de périodes de sécheresse et de pluie. 69,7 % de la superficie communale est en aléa moyen ou fort (67,5 % au niveau départemental et 48,5 % au niveau national). Sur les 264 bâtiments dénombrés sur la commune en 2019, 262 sont en aléa moyen ou fort, soit 99 %, à comparer aux 90 % au niveau départemental et 54 % au niveau national. Une cartographie de l'exposition du territoire national au retrait gonflement des sols argileux est disponible sur le site du BRGM,.
Par ailleurs, afin de mieux appréhender le risque d’affaissement de terrain, l'inventaire national des cavités souterraines permet de localiser celles situées sur la commune.

## Toponymie
Occitan Carnaç, ou Carnàs (1747), du roman Carnas, du bas latin Carnacium.
Autres : Carnacus, Carnos, Carnacio (1579).
Le nom de Carnas viendrait probablement du latin Carnacium, signifiant charnier selon le professeur Ernest Nègre.

## Histoire
Anciens noms dans les écrits :
Carnas, 1135 (rép. du subs. de Charles VII) ;
Carnacio, 1331 (lettre du pape Jean XXII)  ;
Carnatio, 1349 (lettre du pape Clément VI)  ;
Carnacium, 1384 (dénombr. de la sénéch.)  ;
Sanctus-Johannes de Carnacio, 1579 (insin. eccl. du diocèse de Nimes) ;
Le prieuré Saint-Jean-Baptiste de Carnas, 1717 (ibid.G. 31).

### Antiquité
Le lieu est déjà occupé du temps de la conquête romaine avec la villa Montilius située entre les hameaux de Bancel et Monteils. Les hommes y cultivaient la terre du temps de Wisigoths mais les traces restent infimes.

### Moyen Âge
Autour du Xe siècle, le nom de la villa Montilius apparaît lors de dons de terres au chapitre de la cathédrale Notre-Dame de Nîmes. On sait que Raymond, comte de Toulouse, y signa une charte en faveur des tailleurs de pierre.
Le dictionnaire topographique du département du Gard nous indique que la population en 1381 n'était que de deux habitations.

### Époque contemporaine
Le village s'est lentement développé en particulier à partir du XIXe siècle. L'ancienne église bâtie vers le XIIe siècle ne fut remplacée par l'église actuelle qu'à la fin du XIXe siècle par l'architecte Félicien Allard de Nîmes. On peut encore apercevoir au sommet des collines qui entourent Carnas des traces de tours de guet qui servaient au Moyen Âge à prévenir les invasions.

## Politique et administration

### Liste des maires
| Période                                  | Période  | Identité                      | Étiquette    | Qualité                                                                                            |
| ---------------------------------------- | -------- | ----------------------------- | ------------ | -------------------------------------------------------------------------------------------------- |
| 1840                                     | 1846     | Jean Joseph François Ducailar | ...          | ...                                                                                                |
| 1983                                     | 1995     | Christophe Bouchet            | DVG puis PRG | Ancien Chef de service de la commune de Nîmes Conseiller général Vice-président du Conseil général |
| 1995                                     | 2008     | Michel Furestier              | SE           | ...                                                                                                |
| 2008                                     | En cours | Joël Roudil                   | DVG          | Ancien Directeur des Services techniques de la commune d'Aimargues                                 |
| Les données manquantes sont à compléter. |          |                               |              | |

## Population et société

### Démographie
L'évolution du nombre d'habitants est connue à travers les recensements de la population effectués dans la commune depuis 1793. Pour les communes de moins de 10 000 habitants, une enquête de recensement portant sur toute la population est réalisée tous les cinq ans, les populations de référence des années intermédiaires étant quant à elles estimées par interpolation ou extrapolation. Pour la commune, le premier recensement exhaustif entrant dans le cadre du nouveau dispositif a été réalisé en 2004.

En 2022, la commune comptait 540 habitants, en évolution de +15,63 % par rapport à 2016 (Gard : +2,97 %, France hors Mayotte : +2,11 %).
| 1793 | 1800 | 1806 | 1821 | 1831 | 1836 | 1841 | 1846 | 1851 |
| ---- | ---- | ---- | ---- | ---- | ---- | ---- | ---- | ---- |
| 232  | 246  | 275  | 302  | 361  | 376  | 366  | 390  | 388  |

| 1856 | 1861 | 1866 | 1872 | 1876 | 1881 | 1886 | 1891 | 1896 |
| ---- | ---- | ---- | ---- | ---- | ---- | ---- | ---- | ---- |
| 368  | 365  | 368  | 330  | 324  | 292  | 315  | 297  | 323  |

| 1901 | 1906 | 1911 | 1921 | 1926 | 1931 | 1936 | 1946 | 1954 |
| ---- | ---- | ---- | ---- | ---- | ---- | ---- | ---- | ---- |
| 320  | 303  | 328  | 311  | 303  | 309  | 237  | 250  | 270  |

| 1962 | 1968 | 1975 | 1982 | 1990 | 1999 | 2004 | 2006 | 2009 |
| ---- | ---- | ---- | ---- | ---- | ---- | ---- | ---- | ---- |
| 272  | 259  | 218  | 220  | 266  | 317  | 372  | 373  | 412  |

| 2014 | 2019 | 2022 | - | - | - | - | - | - |
| ---- | ---- | ---- | - | - | - | - | - | - |
| 459  | 504  | 540  | - | - | - | - | - | - |

La population de Carnas s'est développée jusqu'au XIXe siècle pour compter plus de 400 habitants et a ensuite diminué. Ce n'est que dans les années 1990 que la population a recommencé à croître, phénomène qui s'explique en partie par l'arrivée régulière de citadins travaillant dans les villes alentour (Nîmes et Montpellier) attirés par les prix attractifs des terrains et des maisons.

### Manifestations culturelles et festivités
Certaines activités traditionnelles demeurent comme la chasse au sanglier qui regroupe à chaque automne les hommes du village dans le cadre de battues. Lorsqu'un sanglier est tué il est découpé et partagé entre les différents chasseurs par un tirage au sort. Le chasseur qui a abattu le sanglier a droit à la tête avec laquelle on peut confectionner un excellent cervelas. Outre la chasse on pratique le football, la randonnée et… la pétanque, l'été, sur la place du village, lors de fêtes votives où fonctionne aussi une buvette (la boisson principalement servie est le pastis, appelé jaune par les locaux).
Tout au long de l’année, le village propose bibliothèque, foyer rural très dynamique, gymnastique, Taikoido …

## Économie

### Revenus
En 2018  (données Insee publiées en septembre 2021), la commune compte 202 ménages fiscaux, regroupant 494 personnes. La médiane du revenu disponible par unité de consommation est de 22 500 € (20 020 € dans le département).

### Emploi
|                | 2008   | 2013   | 2018  |
| -------------- | ------ | ------ | ----- |
| Commune        | 5,6 %  | 11,5 % | 8,4 % |
| Département    | 10,6 % | 12 %   | 12 %  |
| France entière | 8,3 %  | 10 %   | 10 %  |

En 2018, la population âgée de 15 à 64 ans s'élève à 290 personnes, parmi lesquelles on compte 78,5 % d'actifs (70 % ayant un emploi et 8,4 % de chômeurs) et 21,5 % d'inactifs,. Depuis 2008, le taux de chômage communal (au sens du recensement) des 15-64 ans est inférieur à celui de la France et du département.
La commune fait partie de la couronne de l'aire d'attraction de Montpellier, du fait qu'au moins 15 % des actifs travaillent dans le pôle,. Elle compte 45 emplois en 2018, contre 50 en 2013 et 58 en 2008. Le nombre d'actifs ayant un emploi résidant dans la commune est de 205, soit un indicateur de concentration d'emploi de 22 % et un taux d'activité parmi les 15 ans ou plus de 57,7 %.
Sur ces 205 actifs de 15 ans ou plus ayant un emploi, 28 travaillent dans la commune, soit 14 % des habitants. Pour se rendre au travail, 92,4 % des habitants utilisent un véhicule personnel ou de fonction à quatre roues, 1,4 % les transports en commun, 1,5 % s'y rendent en deux-roues, à vélo ou à pied et 4,8 % n'ont pas besoin de transport (travail au domicile).

### Activités hors agriculture

#### Secteurs d'activités
38 établissements sont implantés  à Carnas au 31 décembre 2019. Le tableau ci-dessous en détaille le nombre par secteur d'activité et compare les ratios avec ceux du département,.
| Secteur d'activité                                                                                        | Commune | Commune | Département |
| Secteur d'activité                                                                                        | Nombre  | %       | %           |
| --- | ------- | ------- | ----------- |
| Ensemble                                                                                                  | 38      |         |             |
| Industrie manufacturière, industries extractives et autres                                                | 3       | 7,9 %   | (7,9 %)     |
| Construction                                                                                              | 7       | 18,4 %  | (15,5 %)    |
| Commerce de gros et de détail, transports, hébergement et restauration                                    | 8       | 21,1 %  | (30 %)      |
| Information et communication                                                                              | 2       | 5,3 %   | (2,2 %)     |
| Activités immobilières                                                                                    | 2       | 5,3 %   | (4,1 %)     |
| Activités spécialisées, scientifiques et techniques et activités de services administratifs et de soutien | 10      | 26,3 %  | (14,9 %)    |
| Administration publique, enseignement, santé humaine et action sociale                                    | 3       | 7,9 %   | (13,5 %)    |
| Autres activités de services                                                                              | 3       | 7,9 %   | (8,8 %)     |

Le secteur des activités spécialisées, scientifiques et techniques et des activités de services administratifs et de soutien est prépondérant sur la commune puisqu'il représente 26,3 % du nombre total d'établissements de la commune (10 sur les 38 entreprises implantées  à Carnas), contre 14,9 % au niveau départemental.

### Agriculture
La commune est dans le « Soubergues », une petite région agricole occupant une frange sud-ouest du département du Gard. En 2020, l'orientation technico-économique de l'agriculture  sur la commune est la viticulture. 
|               | 1988 | 2000 | 2010 | 2020 |
| ------------- | ---- | ---- | ---- | ---- |
| Exploitations | 34   | 31   | 14   | 18   |
| SAU (ha)      | 242  | 301  | 272  | 301  |

Le nombre d'exploitations agricoles en activité et ayant leur siège dans la commune est passé de 34 lors du recensement agricole de 1988  à 31 en 2000 puis à 14 en 2010 et enfin à 18 en 2020, soit une baisse de 47 % en 32 ans. Le même mouvement est observé à l'échelle du département qui a perdu pendant cette période 61 % de ses exploitations,. La surface agricole utilisée sur la commune a quant à elle augmenté, passant de 242 ha en 1988 à 301 ha en 2020. Parallèlement la surface agricole utilisée moyenne par exploitation a augmenté, passant de 7 à 17 ha.

### Entreprises de l'agglomération
Le village compte une entreprise de menuiserie. L'entreprise informatique Algodia, éditeur de logiciels, est installée depuis 2003.

### Agriculture
L'activité principale reste la culture de la vigne. Comme la plupart des villages du Languedoc, la production du vin s'effectue en cave coopérative. L'ancienne cave coopérative, construite en 1925, cesse son activité en 2008 pour des raisons économiques mais le comptoir de vente continue de fonctionner. Les vignerons de Carnas s'unissent alors à la cave coopérative du village de villevieille situé à proximité. Les vins, principalement rouge et rosé, sont produits sous l'appellation vin de pays d oc-à partir des cépages cabernet-sauvignon, syrah, grenache, merlot, mourvèdre, carignan, cinsaulsauvignon chardonnay muscat petit graint.

### Activités de service
Un dépôt de pain à la suite de la fermeture de la boulangerie a été créé.

## Culture locale et patrimoine

### Édifices civils
Le patrimoine de Carnas se caractérise par la présence de nombreux puits, dont la construction s'est poursuivie jusque dans l'entre-deux-guerres pour le sulfatage de la vigne notamment.

### Édifices religieux
L’ancrage catholique (ou plutôt chrétien, car le bassin de Quissac fut amplement protestant lors de la Réforme) de la commune marque encore le paysage : les croix  en mémoire de personnes décédées ou d’événements religieux sont nombreuses, et l’église, qui a conservé son décor du XIXe siècle, abrite un ensemble de vitraux financés par des donateurs locaux.
- Église Saint-Jean-Baptiste de Carnas.

### Personnalités liées à la commune
- Achille Daudé-Bancel (1870-1963), promoteur de la coopération.
- Gaston Ouvrard (1890-1981), chanteur comique troupier, est inhumé dans le cimetière communal.

## Héraldique

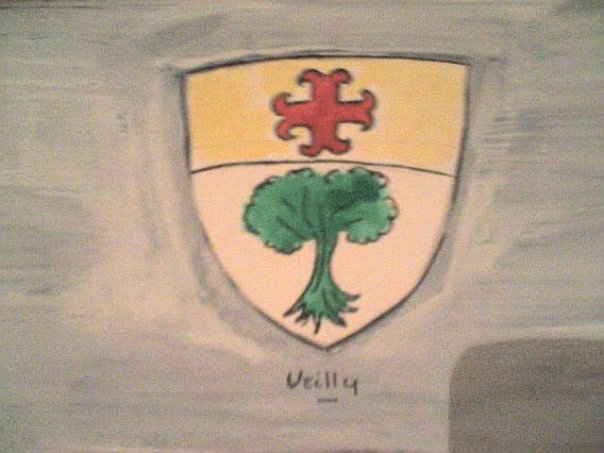
Blason original issu d'une collection de 1865.

| Blason de Alzon | Blason  | De gueules au château d'argent ouvert, ajouré et maçonné de sable, surmonté d'un calice d'or d'où émerge une tête de serpent du troisième, languée du quatrième. |
| Blason de Alzon | Détails | Adopté par la municipalité en 1988. |